# هویتانگ
هویتانگ (به لاتین: Huitang) یک شهرک در جمهوری خلق چین است که در Ningxiang City واقع شده‌است. هویتانگ ۲۱۰٫۹ کیلومتر مربع مساحت و ۹۶٬۰۰۰ نفر جمعیت دارد.